# Kippens
Kippens es un pueblo canadiense situado en la provincia de Terranova y Labrador.

## Superficie
Kippens tiene una superficie de 14,24 km².

## Demografía
En 2021, tenía 1842 habitantes, una densidad poblacional de 129,4 hab./km², y 799 viviendas.